# 히라테 유리나
히라테 유리나(平手 友梨奈, 2001년 6월 25일 ~ )는 일본의 아이돌이며, 여성 아이돌 그룹 전 케야키자카46의 센터이다. 아이치현 출신.

## 개요
중학생 시절 농구부에 소속되어 있었지만, 동아리 활동 이외에 목표가 아닌 다른 것에 도전하고 자신을 바꾸고 싶다고 생각하고 있었다. 중학 2학년 때 연극에 대한 관심도 있고 노기자카46의 팬이었던 오빠의 권유, 뭔가 목표를 향해서 전력으로 열심히 하고 싶다는 생각에 케야키자카46의 1기생 오디션에 응시했다. 자신을 바꾸기 위해서 아이돌을 꿈꾼 것이며 치야 호야를 받고 싶고 꿈꾼 것은 아니다.
2015년 8월 21일, 케야키자카46의 1기생 오디션에 합격, 오디션에서는 THE ALFEE의 「星空のディスタンス」를 불렀다. 이 곡은 「뮤직 페어」에서 노기자카46와 THE ALFEE가 노래하는 모습을 보고 알았다. 합격 후, 도쿄에서 기숙사 생활이 시작되었다.
동년 3월 30일, 「Mac Fan」에서 첫 단독 표지를 지냈다. 4월 6일 케야키자카46의 1st 싱글 「サイレントマジョリティー」에서 CD 데뷔해, 센터를 맡았다. 또 이 싱글의 커플링곡 「山手線」에서 첫 솔로곡을 맡았다.
2020년 1월 23일, 케야키자카46에서 탈퇴했다. 동년 3월 4일, 자신의 공식 웹사이트를 개설해, 새로운 아티스트 사진을 공개하였다.
2022년 12월 21일, 한국의 예능 프로덕션 HYBE의 일본 본사인 HYBE JAPAN가 설립된 레이블 「NAECO」(네이코)에 이적하는 것을 발표.
2024년 8월 8일, 소속사 NAECO는 히라테와의 전속계약을 종료하고 같은 달 14일 14시부로 공식 홈페이지와 위버스를 종료한다고 밝혔다.
동년 9월 1일, 소속사 주식회사 클라우드 나인에 소속하는 것을 정식 발표.

## 작품

### 싱글
케야키자카46
- サイレントマジョリティー / 사일런트 마조리티 (2016년 4월 6일)
  - 手を繋いで帰ろうか / 손을 잡고 돌아갈까
  - 山手線 / 야마노테 선
  - 乗り遅れたバス / 놓친 버스
  - キミガイナイ / 니가 없어
- 世界せかいには愛あいしかない / 세상에는 사랑밖에 없어 (2016년 8월 10일)
  - 語るなら未来を… / 말한다면 미래를...
  - 渋谷からPARCOが消えた日 / 시부야에서 PARCO가 사라진 날
- 二人セゾン / 두 사람의 계절 (2016년 11월 30일)
  - 大人は信じてくれない / 어른은 믿어주지 않아
  - 制服と太陽 / 교복과 태양
  - 夕陽1/3 / 석양 1/3
- 不協和音 / 불협화음 (2017년 4월 5일)
  - W-KEYAKIZAKAの詩 / W-케야키자카의 시
  - 微笑みが悲しい / 미소가 슬퍼
  - エキセントリック / 익센트릭

히라테 유리나
- 角を曲がる / 모퉁이를 돌다 (2019년 10월 9일, 착신 한정) - 영화 〈히비키 -HIBIKI-〉 주제가
- ダンスの理由 / 댄스의 이유 (2020년 12월 25일, 착신 한정)
- かけがえのない世界 / 둘도 없는 세계 (2021년 9월 24일, 착신 한정)
- 絶望の女神 / 절망의 여신 (2024년 3월 12일, 착신 한정)
- bleeding love (2024년 10월 16일, 착신 한정)
- ALL I WANT (2024년 12월 11일, 착신 한정)
- イニミニマイニモ / 이니미니마이니모 (2025년 3월 19일, 착신 한정)

## 출연

### 드라마
- 도쿠야마 다이고로를 누가 죽였나? (2016년 7월 16일 ~ 10월 1일, TV 도쿄) - 히라테 유리나 역
- 잔혹한 관객들 (2017년 5월 18일 ~ 7월 20일, NTV) - 주연·하야마 유즈키 역
- 드래곤 사쿠라 제2시리즈 (2021년 4월 25일 ~ 6월 27일, TBS) - 이와사키 카에데 역

### 영화
- 히비키 소설가가 되는 방법 (2018년 9월 14일, 도호) - 주연·아쿠이 히비키 역
- 삼각창의 밖은 밤 (2021년 1월 22일, 쇼치쿠) - 히로인·히우라 에리카 역

### 라디오
- SCHOOL OF LOCK! 〈GIRLS LOCKS!〉 (2017년 4월 21일 ~ TOKYO FM) - 제3주째 퍼스낼리티